# TRSDOS
TRSDOS (Tandy Radio Shack Disk Operating System) est le nom du système d'exploitation de la gamme des micro-ordinateurs TRS-80 basés sur le microprocesseur Zilog Z80 dans les années 1980.
Il permettait la gestion de 4 unités de disquettes 5 pouces 1/4, de capacité 160 Ko.
La version pour le modèle 2 gérait des disquettes de 8 pouces.